# Cook da Books
 (janvier 2017).
Cook da Books est un groupe de rock britannique de Liverpool, composé de Owen Moran, Peter Deary, Tony Prescott et John Legget.

## Parcours
Ils sont connus pour le titre Your Eyes, la bande originale du film La Boum 2, dans lequel ils apparaissent en concert. Ils sont également les interprètes de la version anglaise du générique de la série d'animation française Les Mondes engloutis, et de la chanson du générique de Astérix chez les Bretons intitulée The Look Out Is Out. Ces trois titres sont composés par Vladimir Cosma.

## Discographie

### Albums
- 1983: Outch
- 1989: Big Dreams (as Da' Books)

Liste des chansons
1. "Heart of Fire"
2. "Rich Men Don't"
3. "Wouldn't Want to Knock It"
4. "Sankapou"
5. "Falling"
6. "Piggie in the Middle Eight"
7. "Who Are You to Cry?"
8. "Soho"
9. "This Is Not the Time"
10. "Up in Smoke"
11. "Say Something Good"

### Singles
Le classement indiqué provient de UK Indie Chart.
- 1982: "Piggie in the Middle Eight"/"Turn to Black" (No. 18)
- 1982: "Rich Men Don't"/"Low Profile"
- 1983: "Piggie in the Middle Eight"/"I Wouldn't Want to Knock It"
- 1983: "Your Eyes" (No. 1) (France, Italy, Germany, Hong Kong)
- 1983: "Low Profile"/"Rich Men Don't" (No. 13)
- 1983: "I Wouldn't Want To Knock It"/"Up In Smoke"/"In Da Papers" (No. 20)
- 1984: "Caress Me Like a Flower"/"Say Something Good"
- 1984: "Golden Age"/"Soho"
- 1985: "You Hurt Me Deep Inside"/"Piggie in the Middle Eight"/"Low Profile"
- 1986: "Living for the City"/"All I Want is Everything"/"How Could You Be So Low"/"Giving Up the Acid"/"England May as Well Be Cuba"
- 1986: "The Lookout Is Out" (thème pour le film d'animation Astérix chez les Bretons)

### Apparition dans des compilations
- "This Is Not the Time" (inclus dans la compilation Crackin' Up at the Pyramid) (Mai 1982)
- "Get It Together"/"Your Eyes"/"Silver Man" (inclus dans la bande son du film La Boum 2) (France:Philips, Germany:Carrere 6.26431)
- "Piggie in the Middle Eight" (nouvelle version) (inclus dans l'épisode 7 de la saison 1 de la série Yes Minister compilation (Natalie Records) (Janvier 1985)